# Balingasag
Balingasag (Bayan ng Balingasag) är en kommun i Filippinerna. Kommunen ligger på ön Mindanao, och tillhör provinsen Misamis Oriental. Folkmängden uppgår till 51 782 invånare.

## Barangayer
Balingasag är indelat i 30 barangayer.
| - Balagnan - Baliwagan - San Francisco - Binitinan - Blanco - Calawag - Camuayan - Cogon - Dansuli - Dumarait - Hermano - Kibanban - Linabu - Linggangao - Mambayaan | - Mandangoa - Napaliran - Barangay 1 (Pob.) - Barangay 2 (Pob.) - Barangay 3 (Pob.) - Barangay 4 (Pob.) - Barangay 5 (Pob.) - Barangay 6 (Pob.) - Quezon - Rosario - Samay - San Isidro - San Juan - Talusan - Waterfall |

## Bildgalleri

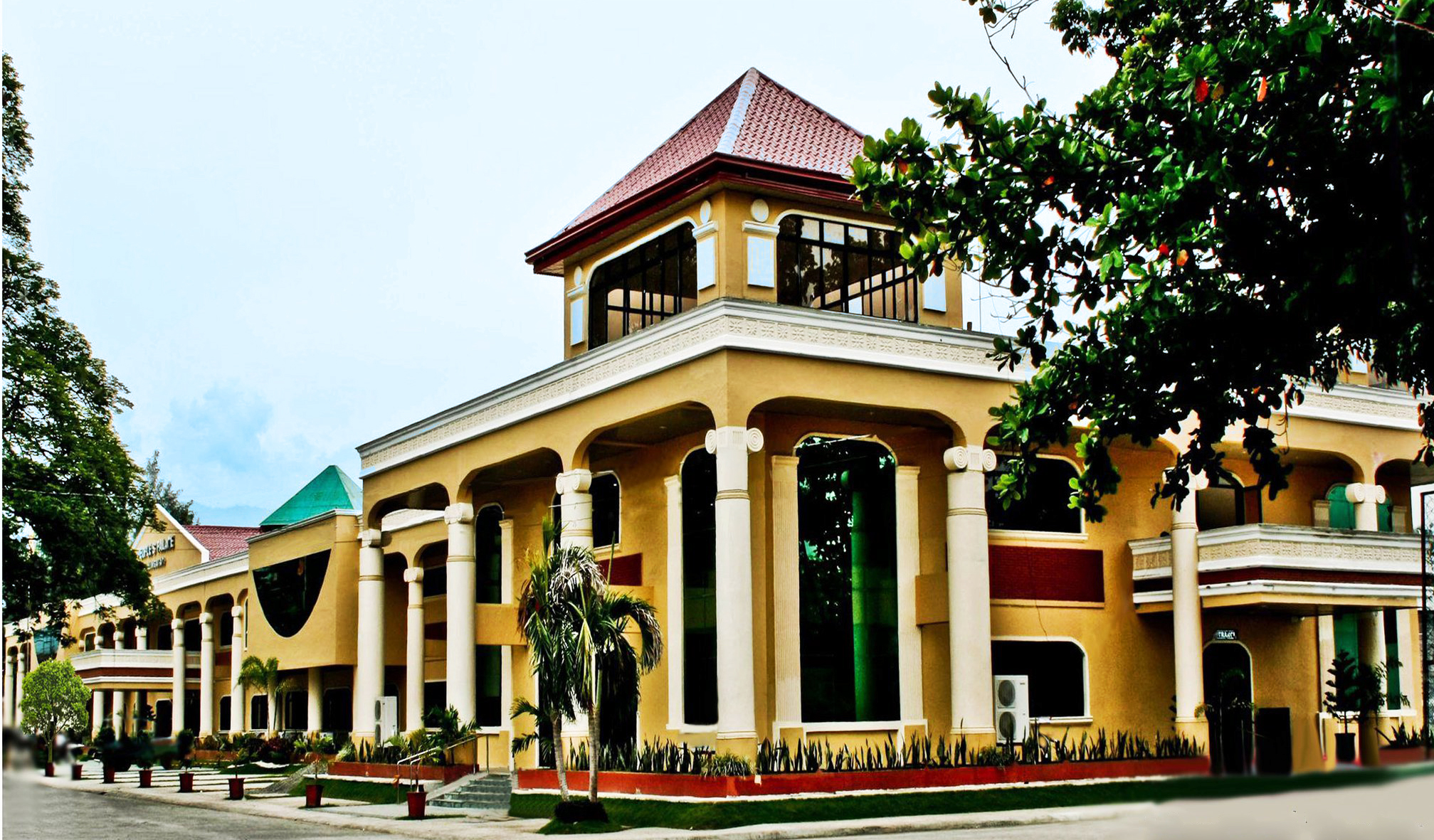